# Viação Aérea São Paulo
VASP - Viação Aérea São Paulo (code AITA : VP ; code OACI : VSP) était une compagnie aérienne brésilienne.
La compagnie VASP (Viação Aérea São Paulo) est née d'une décision concertée des entrepreneurs de São Paulo. L'objectif était de créer des conditions propices au développement économique de la ville et de sa région tout en répondant à un besoin national en matière d'augmention du trafic aérien au Brésil. Le premier vol de la compagnie a été effectué en 1933.

## La flotte de la VASP
En 2004, VASP exploitait :
- 3 Airbus A-300,
- 4 Boeing B737-300,
- 19 Boeing B737-200e,
- 4 avions cargos dont : 2 Boeing B737-200 et 2 Boeing B727-200

VASP desservait 26 villes dans 21 États du Brésil ; la compagnie était présente sur tout le territoire et proposait également des vols internationaux.
Depuis le 27 janvier 2005, la compagnie a cessé toutes opérations, après avoir fait faillite.